# Eurysternus olivaceus
Eurysternus olivaceus är en skalbaggsart som beskrevs av François Génier 2009. Eurysternus olivaceus ingår i släktet Eurysternus och familjen bladhorningar. Inga underarter finns listade i Catalogue of Life.